# Campionat del Món d'atletisme de 2007 - 400 metres masculins
Els 400 metres masculins al campionat del Món d'atletisme de 2007 van tenir lloc a l'estadi Nagai els dies 28, 29 i 31 d'agost.

## Medallistes
| Or     | Jeremy Wariner · Estats Units (USA)  |
| Argent | LaShawn Merritt · Estats Units (USA) |
| Bronze | Angelo Taylor · Estats Units (USA)   |

## Rècords
Els rècords del món i del campionat abans de la prova eren els següents.
| Rècord del Món       | Michael Johnson (USA) | 43.18 | Sevilla, Espanya | 26 d'agost de 1999 |
| Rècord del campionat | Michael Johnson (USA) | 43.18 | Sevilla, Espanya | 26 d'agost de 1999 |

## Resultats

### Final
La final va ser el 31 d'agost a les 22:05 hores (UTC+9).
| Posició           | Atleta                     | Temps | Notes                         |
| ----------------- | -------------------------- | ----- | ----------------------------- |
| Medalla d'or      | Jeremy Wariner (USA)       | 43.45 | Millor marca mundial de l'any |
| Medalla de plata  | LaShawn Merritt (USA)      | 43.96 | Millor marca personal         |
| Medalla de bronze | Angelo Taylor (USA)        | 44.32 |                               |
| 4                 | Chris Brown (BAH)          | 44.45 | Rècord nacional               |
| 5                 | Leslie Djhone (FRA)        | 44.59 |                               |
| 6                 | Tyler Christopher (CAN)    | 44.71 |                               |
| 7                 | Christopher Williams (SWE) | 44.72 |                               |
| 8                 | Avard Moncur (BAH)         | 45.40 |                               |

### Semifinals
Els dos primers classificats de cada sèrie (Q) i els dos millors temps (q) passaven a la final.
La primera semifinal va ser el 29 d'agost a les 21:25 (UTC+9).
| Posició | Atleta                  | Temps | Notes                            |
| ------- | ----------------------- | ----- | -------------------------------- |
| 1       | Angelo Taylor (USA)     | 44.45 | Q                                |
| 2       | Johan Wissman (SWE)     | 44.56 | Q / Rècord nacional              |
| 3       | Avard Moncur (BAH)      | 44.86 | q / Millor marca de la temporada |
| 4       | Nery Brenes (CRC)       | 45.14 |                                  |
| 5       | Sean Wroe (AUS)         | 45.25 | Millor marca personal            |
| 6       | Alleyne Francique (GRN) | 45.41 |                                  |
| 7       | Arismendy Peguero (DOM) | 45.54 |                                  |
| 8       | Michael Blackwood (JAM) | 45.60 |                                  |

La segona semifinal va ser el 29 d'agost a les 21:32 (UTC+9).
| Posició | Atleta                  | Temps | Notes                        |
| ------- | ----------------------- | ----- | ---------------------------- |
| 1       | Jeremy Wariner (USA)    | 44.34 | Q                            |
| 2       | Chris Brown (BAH)       | 44.52 | Q                            |
| 3       | Ato Modibo (TRI)        | 45.12 | Millor marca de la temporada |
| 4       | Gary Kikaya (COD)       | 45.14 |                              |
| 5       | Ricardo Chambers (JAM)  | 45.18 |                              |
| 6       | David Gillick (IRL)     | 45.37 |                              |
| 7       | California Molefe (BOT) | 45.47 |                              |
| 8       | William Collazo (CUB)   | 45.54 |                              |

La tercera semifinal va ser el 29 d'agost a les 21:39 (UTC+9).
| Posició | Atleta                        | Temps | Notes                            |
| ------- | ----------------------------- | ----- | -------------------------------- |
| 1       | LaShawn Merritt (USA)         | 44.31 | Q                                |
| 2       | Leslie Djhone (FRA)           | 44.46 | Q / Rècord nacional              |
| 3       | Tyler Christopher (CAN)       | 44.47 | q / Millor marca de la temporada |
| 4       | John Steffensen (AUS)         | 44.95 |                                  |
| 5       | Andrae Williams (BAH)         | 45.40 |                                  |
| 6       | Timothy Benjamin (GBR)        | 46.17 |                                  |
| 7       | Young Talkmore Nyongani (ZIM) | 46.23 |                                  |
|         | Sanjay Ayre (JAM)             |       | No va acabar                     |

### Sèries
Els tres primers de cada sèrie (Q) més els tres més ràpids (q) passaven a les semifinals.
La primera sèrie va ser el 28 d'agost a les 10.10 hores (UTC+9).
| Posició | Atleta                   | Temps | Notes                            |
| ------- | ------------------------ | ----- | -------------------------------- |
| 1       | Chris Brown (BAH)        | 44.50 | Q / Millor marca de la temporada |
| 2       | John Steffensen (AUS)    | 44.82 | Q / Millor marca de la temporada |
| 3       | Arismendy Peguero (DOM)  | 44.92 | Q / Millor marca personal        |
| 4       | Bastian Swillims (GER)   | 45.44 | Millor marca personal            |
| 5       | Renny Quow (TRI)         | 45.70 |                                  |
| 6       | Marcin Marciniszyn (POL) | 45.83 |                                  |
| 7       | Dimítrios Régas (GRE)    | 46.22 | Millor marca de la temporada     |
| 8       | Takeshi Fujiwara (ESA)   | 46.92 | Rècord nacional                  |

La segona sèrie va ser el 28 d'agost a les 10.17 hores (UTC+9).
| Posició | Atleta                        | Temps | Notes                        |
| ------- | ----------------------------- | ----- | ---------------------------- |
| 1       | Jeremy Warnier (USA)          | 45.10 | Q                            |
| 2       | Avard Moncur (BAH)            | 45.27 | Q                            |
| 3       | David Gillick (IRL)           | 45.35 | Q                            |
| 4       | Martyn Rooney (GBR)           | 45.47 | Millor marca de la temporada |
| 5       | Lewis Banda (ZIM)             | 45.47 | Millor marca de la temporada |
| 6       | Brice Panel (FRA)             | 46.02 |                              |
| 7       | Félix Martínez (PUR)          | 46.86 |                              |
| 8       | Abdulla Mohamed Hussein (SOM) | 50.54 | Millor marca personal        |
| 9       | Hernán López (NCA)            | 50.72 |                              |

La tercera sèrie va ser el 28 d'agost a les 10.24 hores (UTC+9).
| Posició | Atleta                   | Temps | Notes                            |
| ------- | ------------------------ | ----- | -------------------------------- |
| 1       | Alleyne Francique (GRN)  | 44.95 | Q / Millor marca de la temporada |
| 2       | Leslie Djhone (FRA)      | 45.17 | Q                                |
| 3       | Ricardo Chambers (JAM)   | 45.34 | Q                                |
| 4       | Andrew Steele (GBR)      | 45.54 |                                  |
| 5       | Rafal Wieruszewski (POL) | 45.94 | Millor marca de la temporada     |
| 6       | Carlos Santa (DOM)       | 45.99 | Millor marca de la temporada     |
| 7       | Clemens Zeller (AUT)     | 46.06 |                                  |
|         | Yuzo Kanemaru (JAP)      |       | No va acabar                     |

La quarta sèrie va ser el 28 d'agost a les 10.31 hores (UTC+9).
| Posició | Atleta                        | Temps | Notes                            |
| ------- | ----------------------------- | ----- | -------------------------------- |
| 1       | LaShawn Merritt (USA)         | 44.78 | Q                                |
| 2       | Johan Wissman (SWE)           | 44.94 | Q / Rècord nacional              |
| 3       | Andrae Williams (BAH)         | 45.31 | Q                                |
| 4       | Young Talkmore Nyongani (ZIM) | 45.40 | q / Millor marca de la temporada |
| 5       | Eric Milazar (MRI)            | 46.55 |                                  |
| 6       | Andrés Silva (URU)            | 46.79 |                                  |
| 7       | Dalibor Spasovski (MKD)       | 48.63 | Millor marca personal            |
| 8       | Karar A. M. Al Abbody (IRQ)   | 48.95 | Millor marca personal            |
|         | Gakologelwang Masheto (BOT)   |       | No va començar                   |

La cinquena sèrie va ser el 28 d'agost a les 10.38 hores (UTC+9).
| Posició | Atleta                     | Temps | Notes          |
| ------- | -------------------------- | ----- | -------------- |
| 1       | Gary Kikaya (COD)          | 45.21 | Q              |
| 2       | Sanjay Ayre (JAM)          | 45.28 | Q              |
| 3       | Timothy Benjamin (GBR)     | 45.44 | Q              |
| 4       | Chris Lloyd (DMA)          | 45.46 |                |
| 5       | Vladislav Frolov (RUS)     | 45.69 |                |
| 6       | Ioan Lucian Vieru (ROM)    | 46.78 |                |
| 7       | Mathieu Gnaligo (BEN)      | 47.51 |                |
| 8       | Nicolau Palanca (ANG)      | 48.60 |                |
|         | Hamdan Odha Al-Bishi (KSA) |       | No va començar |

La sisena sèrie va ser el 28 d'agost a les 10.45 hores (UTC+9).
| Posició | Atleta                      | Temps | Notes                            |
| ------- | --------------------------- | ----- | -------------------------------- |
| 1       | Marvin Anderson (CRC)       | 45.01 | Q / Rècord nacional              |
| 2       | Angelo Taylor (USA)         | 45.13 | Q                                |
| 3       | William Collazo (CUB)       | 45.29 | Q / Millor marca personal        |
| 4       | California Molefe (BOT)     | 45.36 | q / Millor marca de la temporada |
| 5       | Michael Blackwood (JAM)     | 45.44 | q                                |
| 6       | Yuki Yamaguchi (JAP)        | 46.28 |                                  |
| 7       | Jonathon Lavers (GIB)       | 47.97 | Rècord nacional                  |
| 8       | Ivano Bucci (SMR)           | 48.07 | Millor marca personal            |
|         | Nagmeldin Ali Abukakr (SUD) |       | No va acabar                     |

La setena sèrie va ser el 28 d'agost a les 10.52 hores (UTC+9).
| Posició | Atleta                   | Temps | Notes                            |
| ------- | ------------------------ | ----- | -------------------------------- |
| 1       | Tyler Christopher (CAN)  | 45.15 | Q                                |
| 2       | Ato Modibo (TRI)         | 45.22 | Q / Millor marca de la temporada |
| 3       | Sean Wroe (AUS)          | 45.39 | Q                                |
| 4       | Daniel Dabrowski (POL)   | 45.50 | q                                |
| 5       | Andrea Barberi (ITA)     | 45.74 | Millor marca de la temporada     |
| 6       | Dimítrios Grávalos (GRE) | 46.94 |                                  |
| 7       | Moses Kamut (VAN)        | 48.90 |                                  |
|         | Lionel Larry (USA)       |       | No va acabar                     |